# Čedo Prica Plitvički
Čedo Prica Plitvički (Plitvička Jezera, 10. lipnja 1931. − Zagreb, 21. lipnja 2009.) je bio hrvatski pjesnik, prozaik, dramatičar, esejist i prevoditelj. U književnosti javio se pedesetih godina kao pripadnik krugovaškoga naraštaja, a iza sebe ostavio je opsežan i raznovrstan opus od tridesetak knjiga: pjesama, romana, pripovijedaka, proze za djecu, drama, podlistaka, kazališnih eseja.
Otac je hrvatske glumice Alme Price.

## Životopis
Čedo Prica rođen je 10. lipnja 1931. na Plitvičkim Jezerima, a tijekom Domovinskoga rata svojem imenu dodao je pridjev Plitvički kako bi trajno naznačio povezanost sa zavičajem iz kojega je dva puta istjeran. Osnovnu školu pohađao je u Ličkom Petrovu Selu, a gimnaziju započinje tijekom rata u Santa Maria di Cesarei u Italiji, nastavivši je zatim u Splitu i Zagrebu, gdje je 1955. i diplomirao na Filozofskome fakultetu.
Pjesme, putopise i kritike počinje pisati još u srednjoj školi, a tijekom studija postaje stalnim suradnikom časopisa Izvor te poslije Krugova i Republike. Radio je i kao urednik kulturnih rubrika u Narodnom listu i Večernjem listu, a jedan je i od utemeljitelja Ličkih novina te suosnivač nakladničke kuće Lykos.
Prica je već svoju prvu knjigu, zbirku pjesama Plitvička rapsodija (1954.), posvetio zavičaju, koji je zbog rata još u dječaštvu morao napustiti. Problemom zavičajnosti te ratom kao uzrokom istrgnutosti iz zavičaja bavio se i u kasnijim proznim djelima. Među njima kritika najuspjelijim drži analitički roman Dnevnik sumraka (1965.), u kojemu se pripovjedač iz vizure dječaka prisjeća traumatičnih događaja iz djetinjstva te pripovijedanjem pokušava nanovo oživiti ratom izbrisan zavičaj. Među ostalim proznim djelima izdvajaju se zbirka pripovijedaka Dobrotvori (1970.), u kojoj analizira povezanost suvremenoga čovjeka s automobilom prikazujući ljude koji pohađaju vozačku obuku te romani Nekoga moraš voljeti (1957.) i Lovište (1984.).
Dramski dio Pricina opusa najvažniji je dio njegova stvaralaštva. Najvažnijom mu se dramom smatra Ostavka (praizvedena 1986. u zagrebačkom HNK), jedna od najboljih povijesnih drama novijega vremena. U glavnom liku, intendantu zagrebačkoga HNK, Stjepanu Miletiću, Prica je utjelovio sukus umjetničkoga individualizma suprotstavivši ga represiji državnih institucija te tako stvorio jedan od aluzivnijih tekstova u vremenu raspada komunizma.
Ostale drame izvođene su u raznim kazališnim kućama: Kruh (Gavella, 1976), Zemlja (Gavella, 1981), Sunčanje (HNK Split, 1988), Atelier (HNK Zagreb, 2001).
Prica je puna tri desetljeća radio i kao dramaturg-urednik na Hrvatskome radiju, napisavši u tome razdoblju niz važnih i autentičnih radiodrama, od kojih su mnoge dobile više međunarodnih nagrada i priznanja.
Posebno zanimljiv i vrijedan dio njegova opusa čine memoarske knjige. Najpoznatije su mu djelo Bilježnice namjernog sjećanja (1996.), u kojima govori o kulturnoj klimi pedesetih godina te daje vješte i precizne portrete sudionika tadašnjih zbivanja koja su dovela do oslobađanja hrvatske književnosti od komunističkoga diktata. U drugome svesku Bilježnica iz 2001. Prica se prisjeća kulturnih zbivanja iz devedesetih godina, a u Plovidbama atelierom Ede Murtića govori o svojem dugogodišnjem boravljenju u atelijeru velikoga slikara.
U hrvatskoj kulturi ostavio je važan trag i kao prevoditelj s ruskoga i engleskoga jezika, a posebice su važni njegovi prijevodi Čehova (Galeb, Tri sestre, Ujak Vanja, Višnjik). Njegova su pak prozna i radiodramska djela prevođena na njemački, talijanski, poljski i češki jezik.

## Negrade i priznanja
Za svoj je književni rad dobio više priznanja: Nagradu HRT-a (1969.), Nagradu Grigor Vitez (1974.), Nagradu fonda Miroslava Krleže (1986.), Nagradu Marin Držić (1991.), a četiri je puta bio nagrađen i nagradom Večernjega lista za kratku priču. U ediciji Matice hrvatske Pet stoljeća hrvatske književnosti predstavljen je Izabranim djelima. 

## Vanjske poveznice
- LZMK / Hrvatske enciklopedija: Prica, Čedo
- LZMK / Proleksis enciklopedija: Prica, Čedo